# Гандер (аеропорт)
Міжнародний аеропорт Гандер (IATA: YQX, ICAO: CYQX) — міжнародний аеропорт, що обслуговує маленьке канадське містечко Гандер на острові Ньюфаундленд, в провінції Ньюфаундленд і Лабрадор.